# Delbert Kirsch
Pour les articles homonymes, voir Kirsch (homonymie).
Delbert Kirsch est un homme politique canadien. Il est le député de la circonscription provinciale de Batoche à l'Assemblée législative de la Saskatchewan sous la bannière du Parti saskatchewanais.